# Kim Yeong-il
Kim Yeong-il (김영일?; Seul, 25 febbraio 1942 – 23 maggio 1976) è stato un cestista sudcoreano.

## Carriera
Con la Corea del Sud ha disputato i Giochi di Tokyo 1964 e di Città del Messico 1968, oltre ai Campionati del mondo del 1970.